# Gare de Chambave
La gare de Chambave (en italien, Stazione di Chambave) est une gare d'évitement et une ancienne gare ferroviaire italienne de la ligne de Chivasso à Aoste, située sur la commune de Chambave, dans la région autonome à statut spécial de la Vallée d'Aoste.
Elle est mise en service en 1886, déclassée en halte en 1986 et fermée au service voyageurs en 2009. 
Elle est toujours utilisée par Réseau ferré italien pour le service de l'infrastructure.

## Situation ferroviaire
La gare de Chambave se situe à environ 478 mètres d'altitude, au point kilométrique (PK) 79,154 de la ligne de Chivasso à Aoste (voie unique non électrifiée), entre les gares de Châtillon - Saint-Vincent et de Nus.
Gare d'évitement, elle dispose de deux voies pour le croisement des trains.

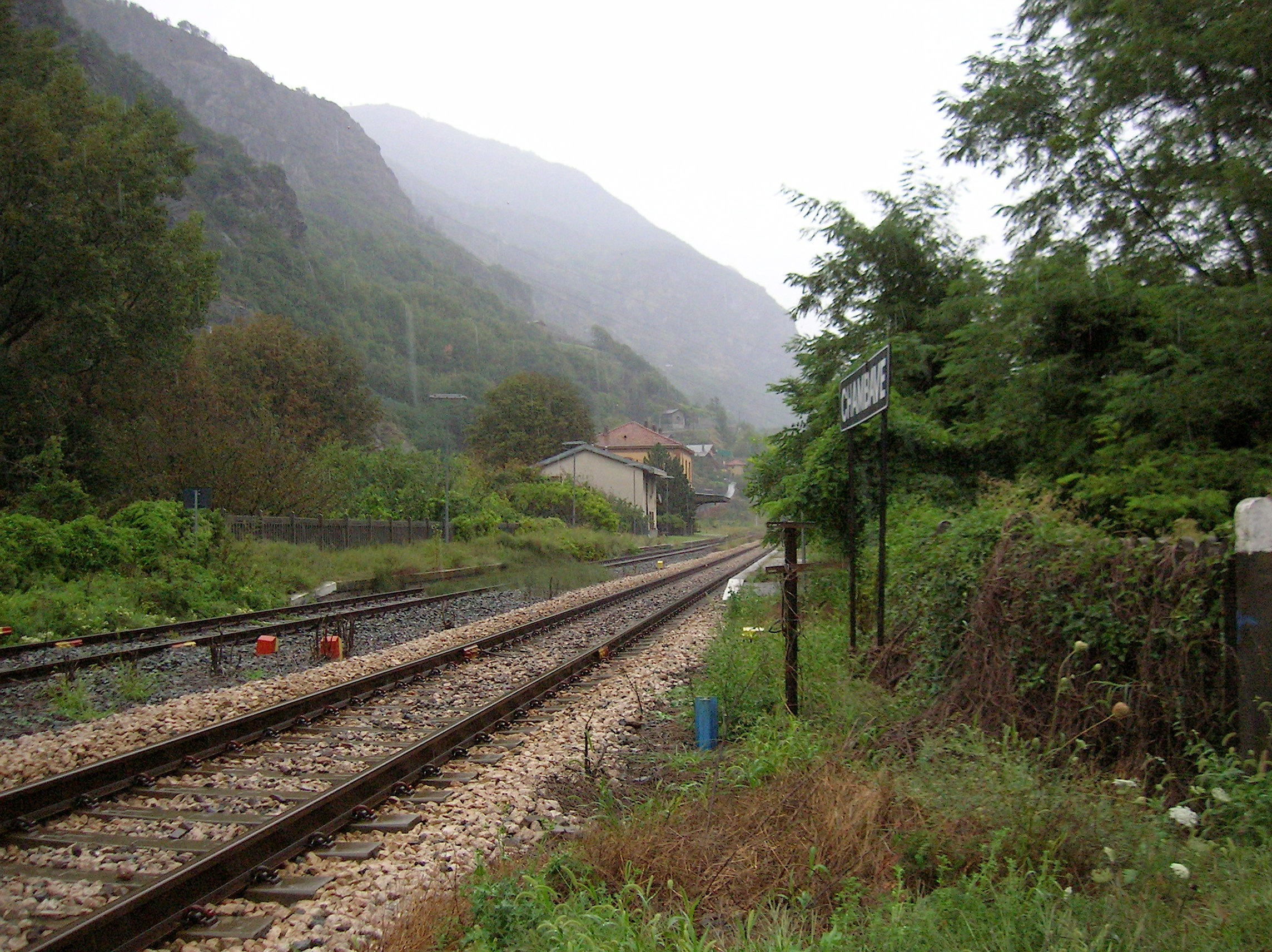
Les deux voies et, au fond, l'ancien bâtiment voyageurs.

## Histoire
Construite par l'État, la station de Chambave est mise en service le 5 juillet 1886 par la Società per le Ferrovie dell'Alta Italia.
En 1986 la gare de Chambave est déclassée et devient une simple halte.
En 2009, la gare de Chambave est fermée au service ferroviaire des voyageurs. Elle est toujours en activité, son bâtiment étant utilisé pour la gestion des circulations, notamment de la gare d'évitement, et Trenitalia utilise l'étage comme bureaux.

## Patrimoine ferroviaire
L'ancien bâtiment principal de la gare est présent sur le site, c'est un édifice type de la ligne, avec trois ouvertures sur chaque côté et un étage. Il est toujours utilisé pour le service de l'infrastructure par Rete ferroviaria italiana (RFI) et par Trenitalia.